# Codringtonia helenae
Codringtonia helenae – gatunek płucodysznego ślimaka lądowego z rodziny ślimakowatych (Helicidae), występujący endemicznie w centralnej części półwyspu Peloponez w Grecji. Jego zasięg występowania to obszar jedynie 25 × 50 km.
Muszla o wymiarach 18–27 × 33–47 mm z wąskimi, kolorowymi paskami.